# Noord-Bačka
Noord-Bačka (Servisch: Северно-Бачки округ of Severno-Bački okrug; Hongaars: Észak-bácskai körzet;Kroatisch: Sjevernobački okrug) is een district in de Servische regio Vojvodina. De hoofdstad is Subotica.
Noord-Bačka bestaat uit de volgende gemeenten:
- Subotica
- Bačka Topola
- Mali Iđoš

## Bevolkingssamenstelling

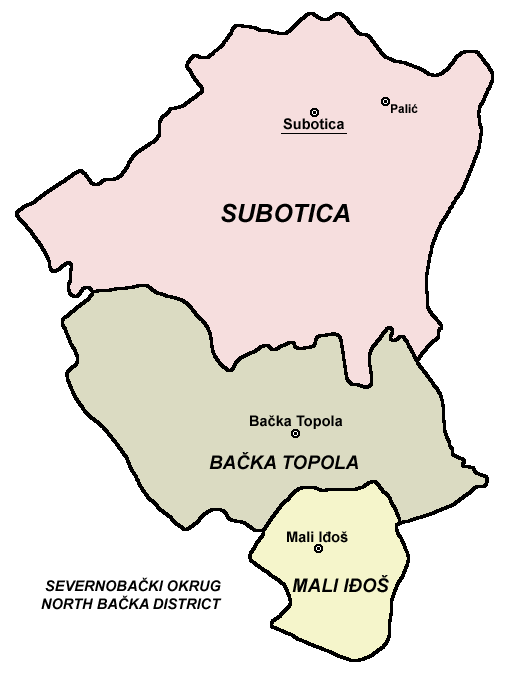
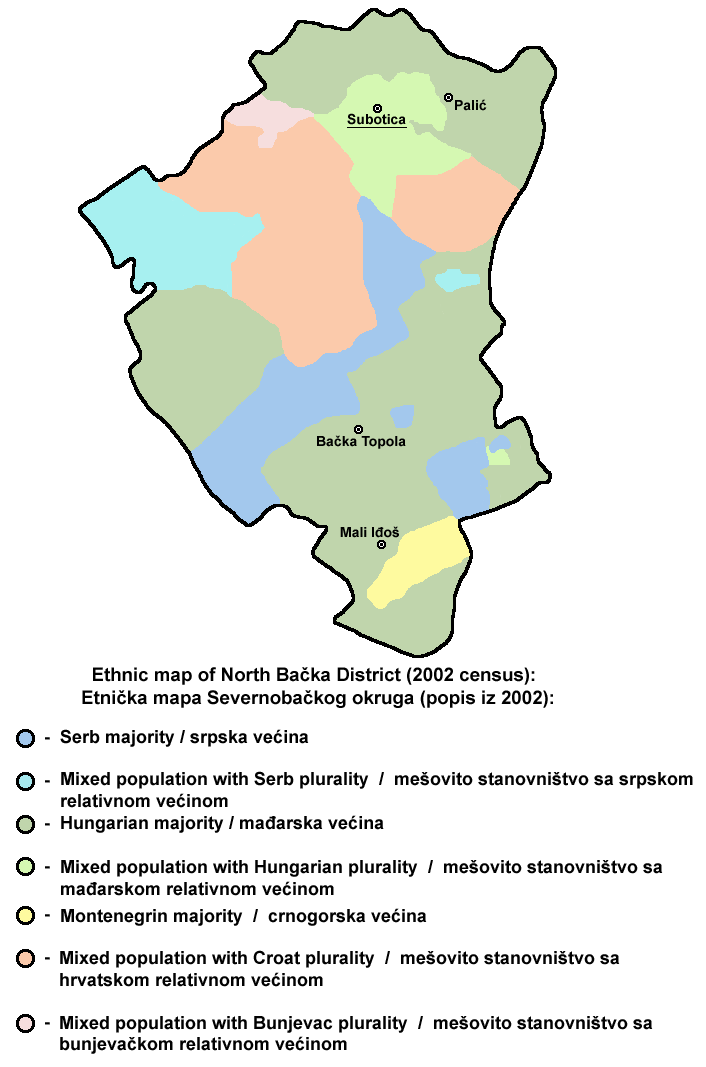

Noord-Bačka is een etnisch gemengd gebied waarbij de Hongaren de relatieve meerderheid vormen. (Zie: Hongaarse minderheid in Servië) De Serviërs vormen de tweede grote groep. Verder zijn er nog diverse minderheden. 
| Etnische groep | census 1991 | census 1991 | census 2002 | census 2002 | census 2011 | census 2011 | census 2022 | census 2022 |
| Etnische groep | Aantal      | %           | Aantal      | %           | Aantal      | %           | Aantal      | %           |
| -------------- | ----------- | ----------- | ----------- | ----------- | ----------- | ----------- | ----------- | ----------- |
| Hongaren       | 98.914      | 48,10%      | 87.181      | 43,56%      | 76.262      | 40,80%      | 56.973      | 35,60%      |
| Serviërs       | 32.892      | 16,10%      | 49.637      | 24,8%       | 50.472      | 27,00%      | 48.672      | 30,40%      |
| Kroaten        | 16.965      | 8,20%       | 17.227      | 8,61%       | 14.536      | 7,78%       | 10.646      | 6,65%       |
| Boenjewatsen   | 17.527      | 8,60%       | 16.454      | 8,22%       | 13.772      | 7,37%       | 9.171       | 5,73%       |
| Montenegrijnen | 5.688       | 2,70%       | 5.219       | 2,61%       | 3.654       | 1,95%       | 2.241       | 1,40%       |
| Joegoslaven    | 25.563      | 12,50%      | 9.488       | 4,74%       | 3.426       | 1,83%       | 2.450       | 1,53%       |
| Roma           | -           | -           | 1.680       | 0,84%       | 3.342       | 1,79%       | 3.981       | 2,49%       |
| Totaal         | 205.401     | 100%        | 200.140     | 100%        | 186.906     | 100%        | 160.163     | 100%        |